# Mouliets-et-Villemartin
Mouliets-et-Villemartin egy francia település Gironde megyében az Aquitania régióban. Lakosainak száma 1022 fő (2022. január 1.).

## Adminisztráció
Polgármesterek:
- 2001–2020 Jean-Claude Delguel

## Demográfia
| Lakosok száma | 743  | 801  | 915  | 1046 | 1071 | 1072 | 1061 | 1032 | 1031 | 1022 |
|               | 1968 | 1982 | 1990 | 2006 | 2013 | 2015 | 2017 | 2019 | 2020 | 2022 |

## Látnivalók
- Saint-Martin-de-Mouliets templom